# Owen Ier de Strathclyde
Owen Ier de Strathclyde († en 937) (latin : Eugenius; Gaélique : Eòghann; gallois : Owain). Il fut un souverain du royaume de Strathclyde actif vers 934-937.

## Origine
Selon William Forbes Skene qui attribuait une origine scot à la dynastie des derniers rois de Strathclyde, Owen était le neveu du roi Constantin II d'Écosse et un descendant du roi Aed Ier d'Écosse. Alfred P. Smyth estimait de son côté, pour les mêmes raisons, qu'il était le fils de Donald II d'Écosse. Désormais Owen est généralement considéré comme un héritier de la vieille dynastie locale brittonique et comme le fils du roi Dyfnwal.

## Règne
Bien que Mike Ashley avance l'année 925, la date de son accession au trône n'est pas connue avec précision. Selon Dauwit Broun Owen serait le souverain anonyme des « Bretons de Strathclyde » qui vers 920 selon la Chronique anglo-saxonne aurait accepté avec le « roi des Scots et tout son peuple », « Reginald » le roi Viking d'York et les Berniciens du fils d'Eadulf le roi Édouard l'Ancien comme « Père et seigneur ».
Siméon de Durham relève qu'en 934 « Owin roi des Cumbrians», fut vaincu avec le roi des Scots Constantin II lors de la grande expédition menée en Écosse par le roi anglais Æthelstan. En 937, lors de la bataille de Brunanburh, les Cumbriens sont encore associés aux Scots dans la défaite qu'Æthelstan inflige au roi de Dublin Olaf Gothfrithson et à son allié Constantin II.
Alfred P. Smyth estime que Owen qui disparait des sources à cette époque, est sans doute tué lors de la bataille de Brunanburh en 937.